# Laos en los Juegos Olímpicos de Barcelona 1992
Laos estuvo representado en los Juegos Olímpicos de Barcelona 1992 por seis deportistas masculinos que compitieron en dos deportes.
El equipo olímpico laosiano no obtuvo ninguna medalla en estos Juegos.